# Holiwahali
Holiwahali, Jedno od plemena Muskogee ili Upper Creek Indijanaca naseljeno do odlaska na Indijanski Teritorij na sjevernoj obali rijeke Tallapoosa u okruzima Elmore i Montgomery, Alabama. Selo Laplako nalazilo im se na južnoj obali Tallapoose nasuprot Holiwahalija u okrugu Montgomery. Swanton je mišljenja da bi Fus-hatchee, Kan-hatki i Kolomi mogli biti njihovi bliži srodnici, odnosno njihovi izdanci. 